# علی‌پور، دهلی
علی‌پور، دهلی (به انگلیسی: Alipur, Delhi) یک منطقهٔ مسکونی در هند است که در دهلی واقع شده‌است.

## خصوصیات
علی‌پور ۱۶٬۶۲۳ نفر جمعیت دارد و ۲۰۹ متر بالاتر از سطح دریا واقع شده‌است.